# Б'янка Пап
Б'янка Пап (угор. Pap Bianka, 7 лютого 2000, Сігетвар) — угорська плавчиня, паралімпійська чемпіонка, чемпіонка світу та шестиразова чемпіонка Європи.

## Спортивна кар'єра
У липні 2014 року в Дордрехті (Нідерланди) відбувся інтегрований молодіжний чемпіонат Європи з параплавання, де завоювала срібну медаль на дистанції 100 метрів вільним стилем. На Паралімпіаді в Ріо-2016, змагаючись у категорії інвалідності S10, виграла срібну медаль на дистанції 100 метрів на спині. Стала чемпіоном Європи в цьому змаганні того ж року на континентальних змаганнях на Мадейрі. Через день стала бронзовою призеркою на дистанції 200 метрів комплексом. У грудні 2017 року виграла золоту медаль на дистанції 100 метрів на спині на Чемпіонаті світу з параплавання, який проходив у Мехіко. Загалом завершила змагання з чотирма медалями, вигравши медаль у кожному змаганні (срібло на дистанціях 200 і 400 метрів вільним стилем і бронза на дистанції 100 метрів вільним стилем). На Чемпіонаті світу з параплавання 2019 року в Лондоні завоювала бронзову медаль на дистанції 200 метрів комплексом. На Паралімпіаді в Токіо, яка проходила влітку 2021 року і була перенесена на рік через епідемію коронавірусу, виграла срібні медалі на дистанціях 400 метрів вільним стилем і 200 метрів комплексом і золоту медаль на дистанції 100 метрів на спині в категорії S10. У 2021 році стала спортсменкою року серед людей з інвалідністю в Угорщині.

## Нагороди та визнання
- Почесний громадянин міста Сігетвар (2021) [9]
- Офіцерський хрест Угорського ордена Заслуг (2021)[10]
- Спортсменка року з інвалідністю в Угорщині (2021, 2022)
- Премія округу Баранья - Угорська спортивна категорія (2022)[11]
- Парапланерист року (2022)[12]
- Університетський параспортсмен року (2023)[13]